# Platambus excoffieri
Platambus excoffieri är en skalbaggsart som beskrevs av Régimbart 1899. Platambus excoffieri ingår i släktet Platambus och familjen dykare. Inga underarter finns listade i Catalogue of Life.